# دکتر واتسن
جان همیش واتسن (به انگلیسی: John H. Watson) معروف به دکتر واتسن یکی از شخصیت‌های داستان‌های شرلوک هلمز نوشتهٔ آرتور کانن دویل است. او دوست، هم‌خانه و همکار شرلوک و راوی برخی از قصه‌های شرلوک هلمز است.

## زندگی
واتسن در سال ۱۸۷۸ فارغ‌التحصیل رشتهٔ پزشکی دانشگاه لندن شده و به عنوان پزشک جنگی در ارتش بریتانیا استخدام می‌شود. او به همراه نیروهای انگلیسی به عراق و افغانستان اعزام می‌شود و در نبرد میوند مجروح شده و به بیماری حصبه دچار می‌شود. در سال ۱۸۸۱ او به انگلستان بازگردانده می‌شود.
او پس از بازگشت به انگلستان به نزد یکی از دوستانش به نام استمفورد می‌رود و از او می‌شنود که فردی به نام شرلوک هلمز به دنبال هم‌خانه می‌گردد. او شرلوک را در بیمارستان محلی و در حال انجام یک آزمایش علمی ملاقات کرده و با او به توافق می‌رسد. پس از آن که واتسن با هلمز هم‌خانه می‌شود؛ از هلمز در مورد رفت‌وآمدهای زیاد مهمانان او سؤال می‌کند و شرلوک به واتسن می‌گوید که یک کارآگاه خصوصی است.